# Gymnetron melinum
Gymnetron melinum é uma espécie de insetos coleópteros polífagos pertencente à família Curculionidae.
A autoridade científica da espécie é Reitter, tendo sido descrita no ano de 1872.
Trata-se de uma espécie presente no território português.